# خواجة نور الدين
خواجة نور الدين عضوًا في عائلة دكا نواب، وصحفيًا وسياسيًا. كان مؤسس صحيفة نجم الهند ، وصحيفة المسلم ، وصحيفة الصباح الجديدة [الإنجليزية].  كان عضوًا في الجمعية التشريعية للبنغال [الإنجليزية]. كان يُعتبر هو وعبد الرحمن صديقي [الإنجليزية] وعبد الحسن الأصفهاني [الإنجليزية] من أكثر مساعدي محمد علي جناح، مؤسس باكستان، ثقة في البنغال. كان أحد منظمي نادي المحمدين (كلكتا).

## الحياة المهنية
انتخب نور الدين لعضوية مجلس رابطة البنغال الإقليمية وشغل منصب عضو مجلس مدينة كلكتا.
في عام 1938، كان نور الدين رئيسًا لمجلس أمناء نادي محمدان إس سي (كلكتا) الذي أشرف على بناء ملعب النادي.
أنشأ نور الدين صحيفتين باللغة الإنجليزية، صحيفة المسلم، وصحيفة الصباح الجديدة [الإنجليزية].  كانت هذه الصحف أول صحف باللغة الإنجليزية في الهند تمثل المجتمع المسلم.
من عام 1946 إلى عام 1947، كان نور الدين عضوًا في الجمعية التشريعية للبنغال [الإنجليزية]. نقل نشر صحيفة أخبار الصباح إلى دكا بعد تقسيم البنغال في عام 1948.

## الوفاة
توفي نور الدين في عام 1971.